# Ferdinand Lunel
Ferdinand Louis Auguste Marie Lunel, né le 8 septembre 1857 à La Flèche, et mort le 4 juillet 1949 à Toulouse,  est un artiste peintre, caricaturiste, illustrateur et affichiste français.

## Biographie
Ferdinand Lunel naît à La Flèche  dans la Sarthe, où ses parents étaient de passage chez la tante maternelle de l'enfant. Le père, employé dans l'administration des usines de gaz à Paris, s'était marié un an plus tôt à La Flèche avec Louise Angot. Le couple demeurait à l'époque de la naissance de l'enfant au 28, rue de la Grange-Batelière, dans le 9e arrondissement.
Élevé à Paris, Ferdinand Lunel exerce d'abord la profession d'armateur, comme l'indique l'état civil lors de son premier mariage. Il demeure alors au 13, rue du Mont-Dore. Il divorce de sa première épouse à Boulogne-sur-Mer en 1914, ville où il réside, puis se remarie en 1923 à Quimper. C'est ce second mariage avec Angéline Dubois qui fait état officiellement de sa qualité d'artiste-peintre.
Lunel est élève de Jean-Léon Gérôme et de Caran d'Ache. 
Il fréquente le cercle fondé par le peintre Amédée Servin (1829-1884) à Villiers-sur-Morin. Il a pour ami le peintre Auguste Renoir.
Il collabore à de nombreuses publications telles que l'album du Chat Noir, Le Courrier français — où l'un de ses dessins vaut à Jules Roques condamnation par la justice en 1893 —, les revues Les Hommes d'aujourd'hui, Le Rire ou La Vie parisienne. 
Il réalise également des affiches au tournant du siècle. On connaît de lui quelques gravures sur bois tardives (vers 1914-1920).

## Œuvre

### Affiches

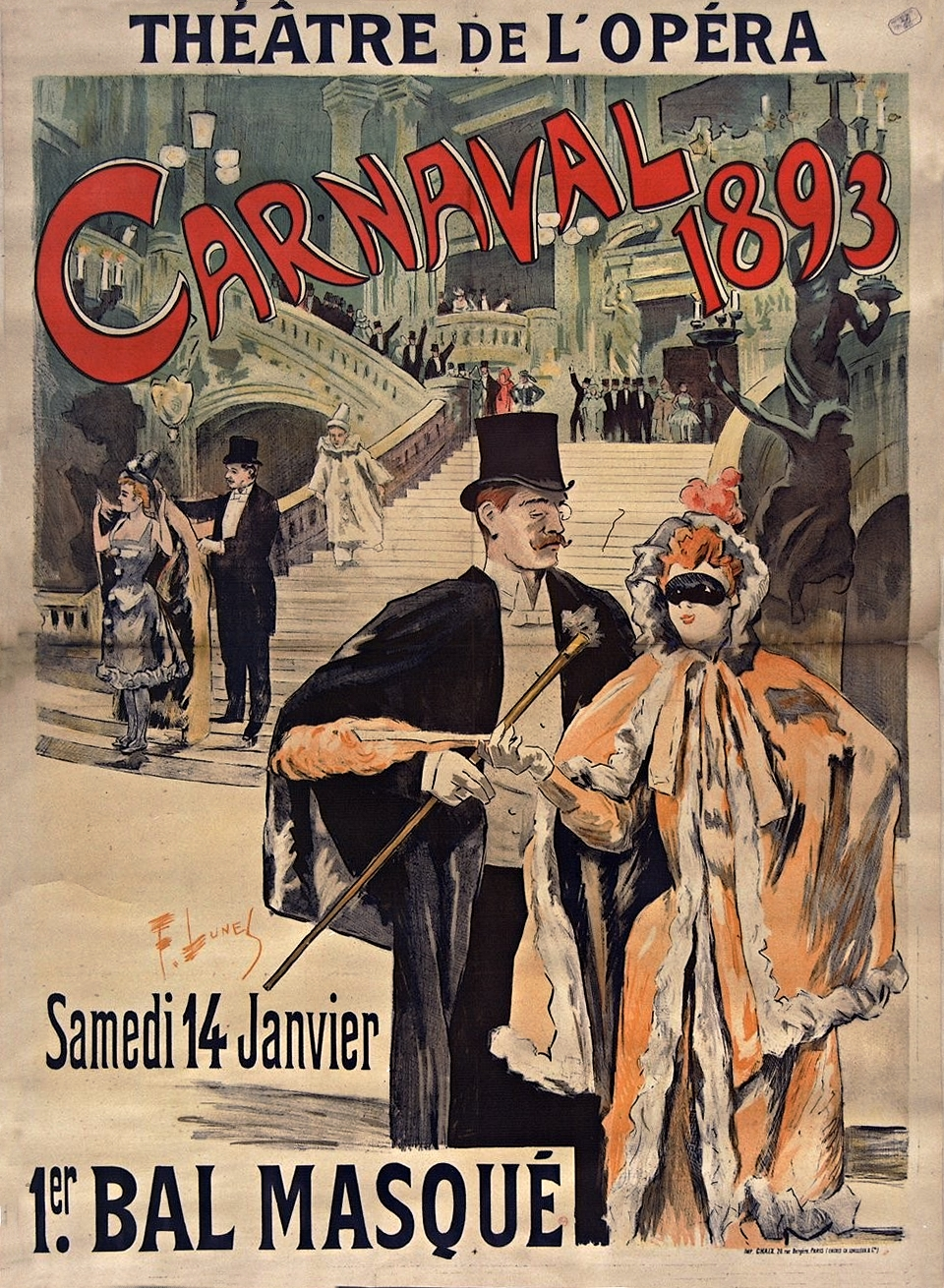
Affiche pour le Carnaval, 1893.
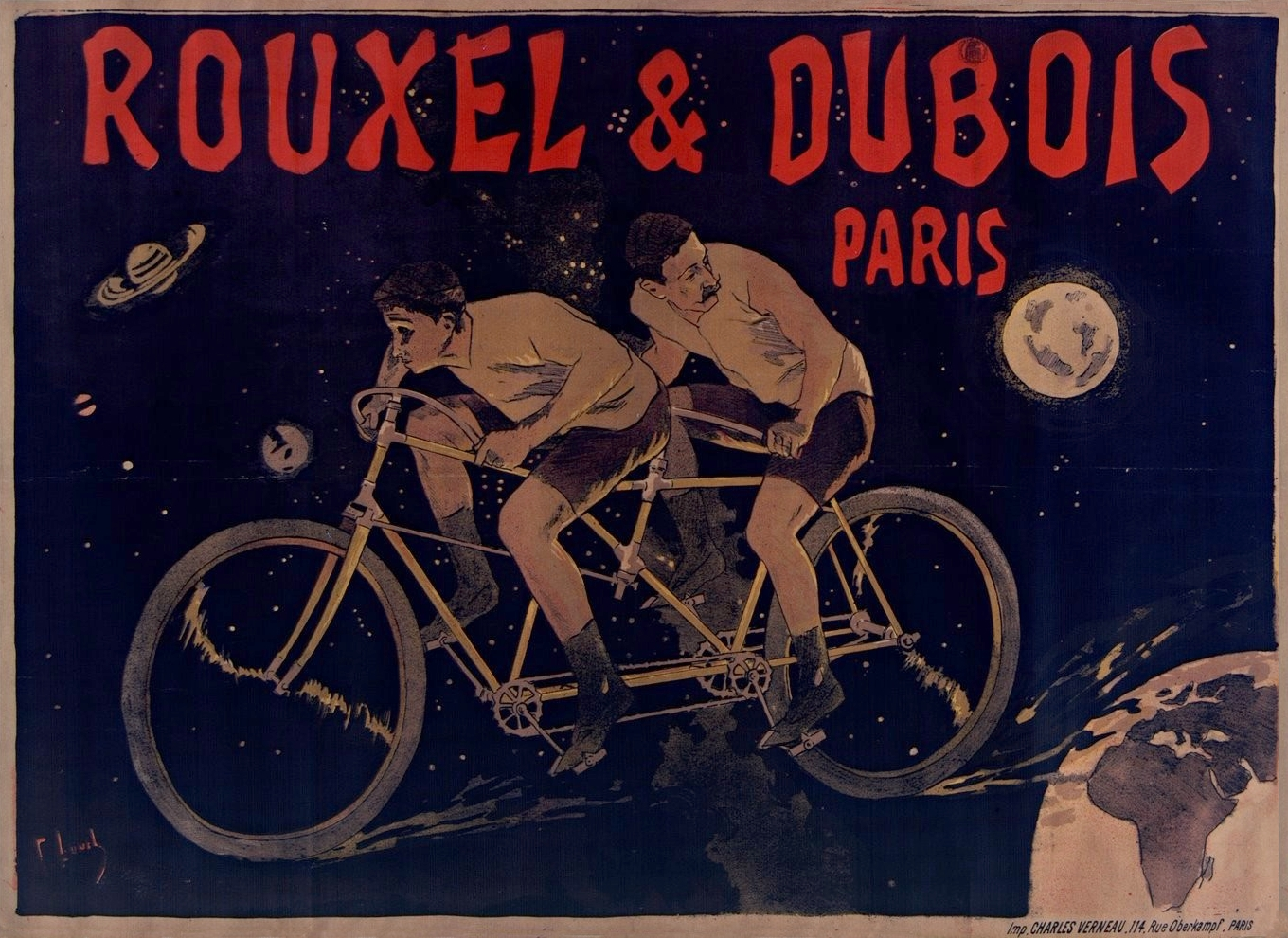
Affiche pour les cycles Rouxel et Dubois, 1895.
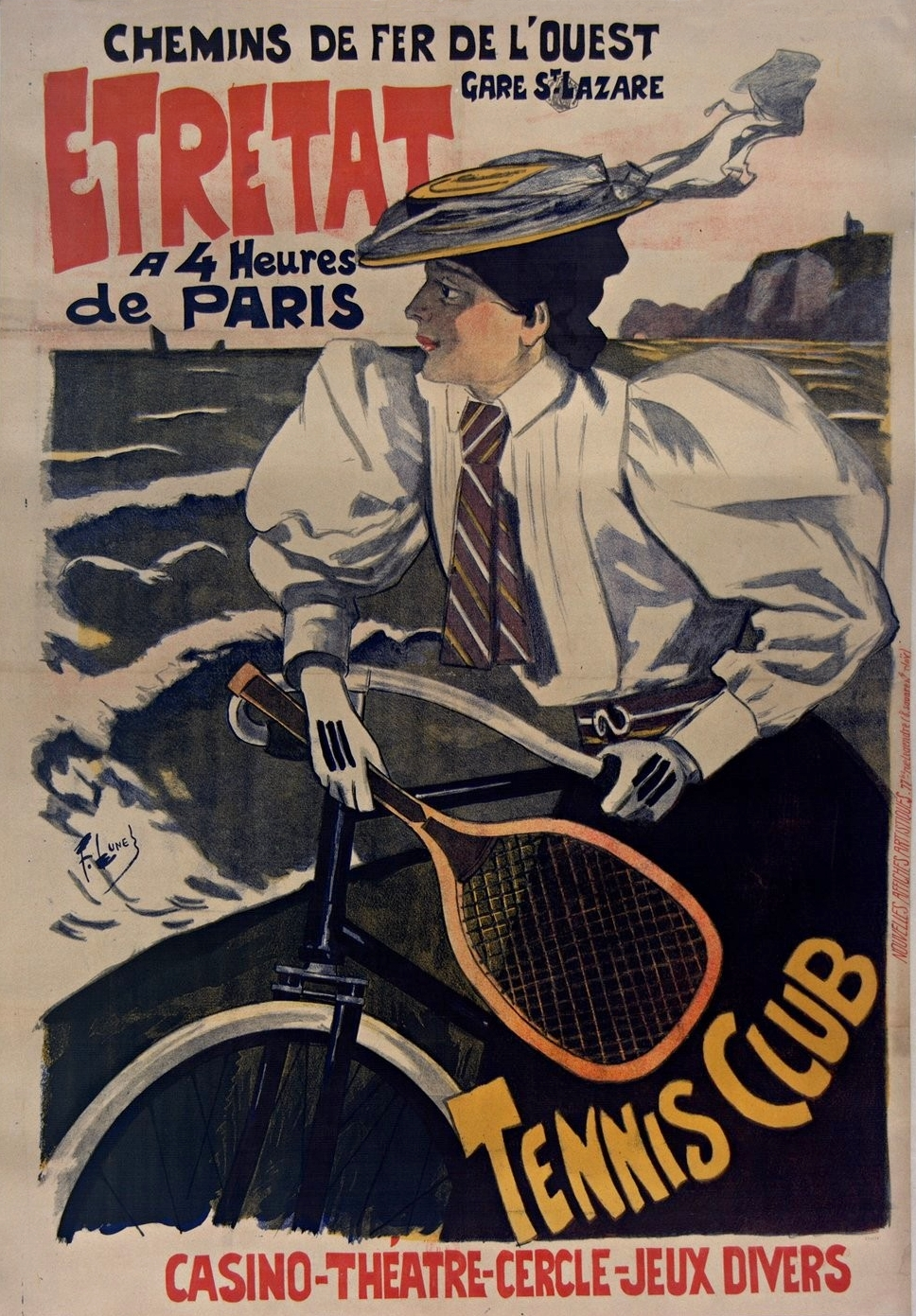
Affiche pour les chemins de fer de l'Ouest, 1896.

### Livres illustrés

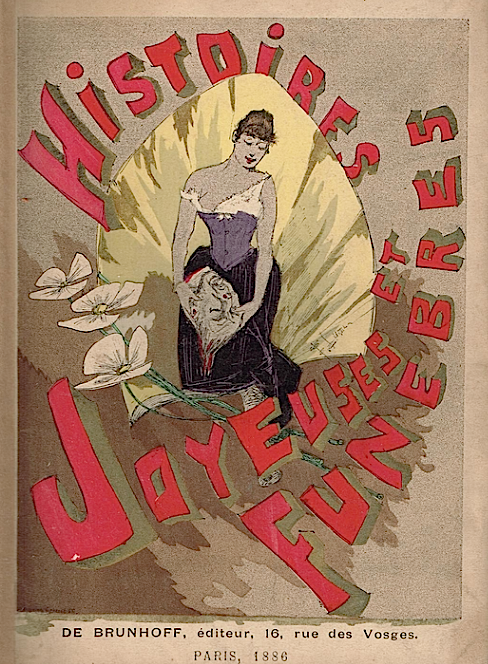
Couverture pour Histoires joyeuses et funèbres (1886).

- Maurice Talmeyr, Histoires joyeuses et funèbres, Paris, Maurice de Brunhoff, 1886.
- Paul Arène, Jules Claretie... [et al.], Le livre de Pochi écrit pour Judith Cladel et ses petites amies, illustrations de Ary Gambard et Lunel ; décorations de Galice et Stein, Paris, Édouard Monnier et M. de Brunhoff, [1886].
- Édouard d'Aubram, À l'index, illustrations érotiques, Paris, Édouard Monnier, 1887.
- Félicien Champsaur, La Gomme, livret de la pièce en trois actes, musique de Massenet et Serpette, illustrations de Caran d'Ache, Jules Chéret, Henry Gerbault, Gorguet, Lunel [Mars], Louis Morin, José Roy, Félicien Rops, etc., Paris, éditions Dentu, 1889.
- L. de Beaumont, Sempervirens, avec 29 compositions, Paris, Librairie Henri Floury, 1896.

## Exposition
- 1999, au musée de la Grenouillère à Croissy-sur-Seine : Ferdinand Lunel, du chat Noir à la Grenouillère..